# Tehtaan kenttä
El Tehtaan kenttä ("Campo de la fábrica") es un estadio multi-usos localizado en la ciudad de Valkeakoski, Finlandia. Actualmente es usado principalmente para el fútbol y es la casa del FC Haka Valkeakoski, club de la Veikkausliiga. El estadio tiene una capacidad de 5300 espectadores y fue construido en 1935.
El estadio se llama así por la relación histórica del campo y del FC Haka con la industria papelera de Valkeakoski.

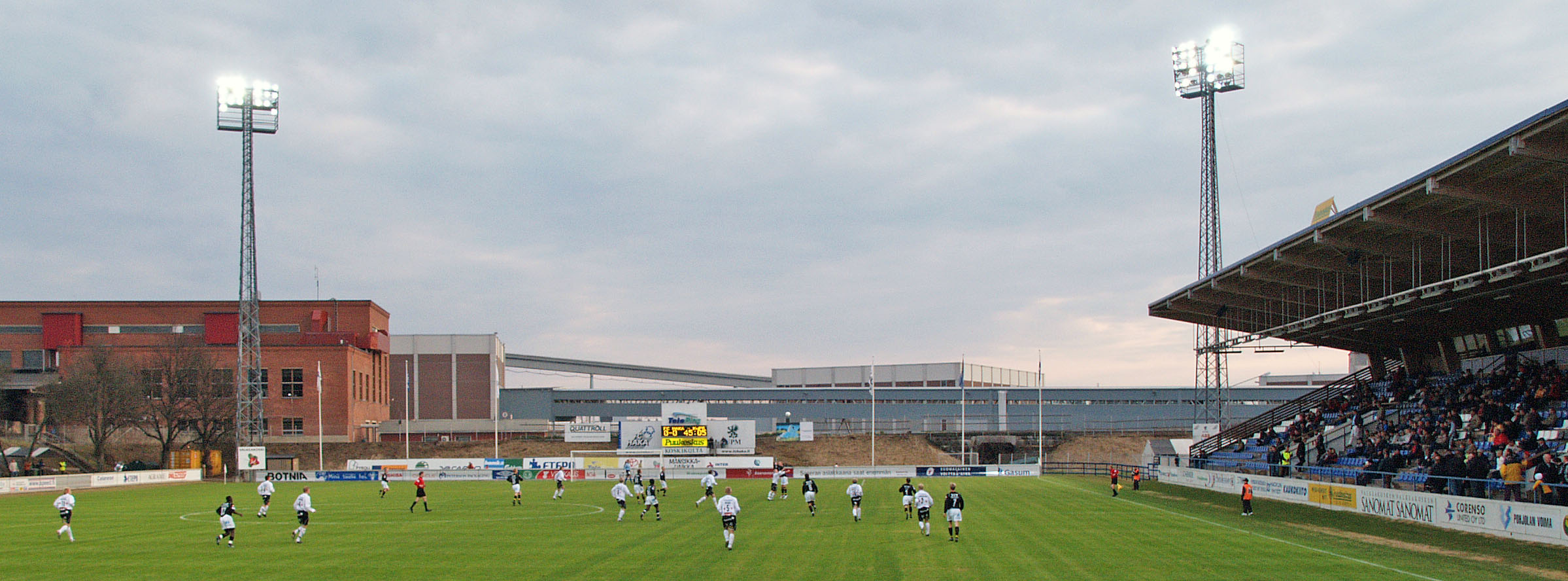
Panorámica del estadio.